# アレクサンドル・ベロフ
アレクサンドル・ベロフ（Alexander Alexandrovich Belov (ロシア語: Алекса́ндр Алекса́ндрович Бело́в 1951年11月11日 - 1978年10月3日）は、レニングラード出身のソビエト連邦のバスケットボール選手。1972年のミュンヘンオリンピックにソ連代表として出場、アメリカ代表との決勝戦の試合時間残りわずか数秒残したところロングパスを受けた彼のシュートが決まり、51-50でソ連が金メダルを獲得した。
スパルタク・レニングラードに所属して、1975年にはソ連リーグ優勝を果たしている。またヨーロッパのクラブ対抗戦であるサポルタ・カップの決勝に1971年、1973年、1975年と3度連続決勝に進出、1973年、1975年には優勝を味わった。1978年に非常にまれな病である心臓肉腫のため亡くなった。2007年にFIBA殿堂入りを果たした。
ベロフがミュンヘンオリンピックで決めた決勝シュートはレークプラシッドオリンピックのアイスホッケーアメリカ合衆国代表の活躍を描いた映画「ミラクル」のオープニング映像で見ることができる。